# Yacas
Yacas (yet another computer algebra system) je otevřený počítačový algebraický systém, distribuovaný pod GPL, pracující v příkazovém řádku. Je napsaný v čistém C++, díky čemuž je snadno přenosný mezi nejrůznějšími platformami (GNU/Linux, *BSD, Mac OS X, MS Windows a další). K programování matematických funkcí používá vlastního jazyka a je jej tedy možno snadno rozšířit.

## Některé vlastnosti
- výpočet s libovolnou přesností
- práce s racionálními a komplexními čísly
- práce s vektory a maticemi
- derivace, integrály
- řešení složitých rovnic
- možnost definice proměnných a vlastních funkcí

## Ukázka práce
Jednoduchou práci s programem Yacas ilustruje následující příklad:
```
blackened@debian:~$ yacas
[editvi.ys] [unix.ys] 
True;
This is Yacas version '1.0.57'.
Yacas is Free Software--Free as in Freedom--so you can redistribute Yacas or
modify it under certain conditions. Yacas comes with ABSOLUTELY NO WARRANTY.
See the GNU General Public License (GPL) for the full conditions.
Type ?license or ?licence to see the GPL; type ?warranty for warranty info.
See 
http://yacas.sf.net
 for more information and documentation on Yacas. 

Numeric mode: „Internal“
To exit Yacas, enter  Exit(); or quit or Ctrl-c. Type ?? for help.
Or type ?function for help on a function.
Type 'restart' to restart Yacas.
To see example commands, keep typing Example();
In> (a + b)^2
Out> (a+b)^2
In> Simplify(%)
Out> a^2+2*a*b+b^2
In> PrettyForm(%)

 2                2
a  + 2 * a * b + b 

Out> True
In> Solve(x^2 + x == 0, x)
Out> {x==0,x==(-1)}
In> priklad := x/(x-1/(x-x/(1-x)))
Out> x/(x-1/(x-x/(1-x)))
In> PrettyForm(%)

      x      
-------------
        1    
x – ---------
          x  
    x – -----
        1 – x

Out> True
In> Simplify(priklad)
Out> (-x^3)/(x-x^3-1)
In> PrettyForm(%)

  /  3 \  
 -\ x  /  
----------
     3    
x – x  – 1

Out> True
In> quit
Quitting…
```